# Tour de Egipto
El Tour de Egipto (oficialmente: Tour d'Egypte) es una carrera ciclista por etapas que se disputa en Egipto, en el mes de febrero o marzo. 
Se comenzó a disputar en 1951 con varias interrupciones y como competencia de categoría amateur. Su primera edición profesional en 1998 fue de categoría 2.2. y las siguientes de categoría 2.5. Desde la creación de los Circuitos Continentales UCI en 2005 entró a formar parte del UCI Africa Tour, dentro de la categoría 2.2 (última categoría del profesionalismo).

## Palmarés
| Año                               | Ganador                | Segundo                  | Tercero                 |
| --------------------------------- | ---------------------- | ------------------------ | ----------------------- |
| ediciones amateur                 |                        |                          |                         |
| 1951                              | Mieczysław Wilczewski  |                          |                         |
| 1952-1953 ediciones no realizadas |                        |                          |                         |
| 1954                              | René Van Meenen        | Emiel Van Cauter         | Ted Gerrard             |
| 1955                              | Hans Andresen          | Boyan Kotsev             | Shelzy Shingally        |
| 1956                              | Nentcho Christov       | Boyan Kotsev             | Marian Więckowski       |
| 1957                              | Werner Malitz          | Horst Tüller             | Stoyan Georgiev Demirev |
| 1958                              | Anatoly Olizarenko     | Aleksei Petrov           | Boyan Kotsev            |
| 1959                              | Gerhard Löffler        | Aleksei Petrov           | Nikolaï Etschenko       |
| 1960                              | Kurt Müller            | Manfred Brüning          | Wolfgang Braune         |
| 1961                              | Andrzej Piechaczek     | Alexandre Kulibin        | Klaus Kellermann        |
| 1962                              | Lothar Appler          | Joze Sebenik             | Gottfried Frank         |
| 1963-1974 ediciones no realizadas |                        |                          |                         |
| 1975                              | Urs Dietschi           | Bruno Keller             | S. Al Atawi             |
| 1976                              | Urs Dietschi           | Erol Küçükbakırcı        | Yusuf Ecevit            |
| 1977-1978 ediciones no realizadas |                        |                          |                         |
| 1979                              | Ryszard Szurkowski     |                          |                         |
| 1980-1985 ediciones no realizadas |                        |                          |                         |
| 1986                              | Gintautas Umaras       | Vasili Shpundov          | Marat Ganéyev           |
| 1987-1995 ediciones no realizadas |                        |                          |                         |
| 1996                              | Yuri Sinoukov          | Valeri Makarian          | Olivier Martinez        |
| 1997                              | Sergei Sinoukov        | Alexander Arakelian      | Leonid Timchenko        |
| ediciones profesionales           |                        |                          |                         |
| 1998                              | Vadim Krávchenko       | Miloslav Kejval          | Serguéi Lavrenenko      |
| 1999                              | Amr Elnady             | Mohamed Abdel Fattah     | Ahmed Mohamed Khaled    |
| 2000                              | Remigijus Lupeikis     | Mikoš Rnjaković          | Piotr Wadecki           |
| 2001                              | Amr Elnady             | Mohamed Abdel Fattah     | Vadim Krávchenko        |
| 2002                              | Radovan Husár          | Ahmed Rashad             | Vadim Krávchenko        |
| 2003                              | Tiaan Kannemeyer       | Maroš Kováč              | Ján Šipeky              |
| 2004                              | Maroš Kováč            | Sergei Tretjakow         | Pavel Nevdakh           |
| 2005                              | Sergei Tretjakow       | Serguéi Lavrenenko       | Bachtijar Mamirow       |
| 2006                              | Ilya Chernyshov        | Shaun Davel              | Valeriy Dmitriyev       |
| 2007                              | Waylon Woolcock        | Ján Šipeky               | Daniel Spence           |
| 2008                              | Jay Thomson            | Ayman Ben Hassine        | Pavel Nevdakh           |
| 2009                              | Christoph Springer     | Amr Mahmoud              | Mastafa Güler           |
| 2010-2014 ediciones no realizadas |                        |                          |                         |
| 2015                              | Paco Mancebo           | Soufiane Haddi           | Andrea Palini           |
| 2016                              | Mounir Makhchoun       | Adne van Engelen         | Pascal Aandewiel        |
| 2016-2018 ediciones no realizadas |                        |                          |                         |
| 2019                              | Polychrónis Tzortzákis | Yousef Mirza Bani Hammad | Igor Silva              |

## Palmarés por países
| País                                                               | Victorias |
| ------------------------------------------------------------------ | --------- |
| Alemania Occidental + · República Democrática Alemana + · Alemania | 5         |
| Polonia                                                            | 3         |
| Kazajistán                                                         | 3         |
| Sudáfrica                                                          | 3         |
| Suiza                                                              | 2         |
| Ucrania                                                            | 2         |
| Lituania                                                           | 2         |
| Egipto                                                             | 2         |
| Eslovaquia                                                         | 2         |
| Bélgica                                                            | 1         |
| Dinamarca                                                          | 1         |
| Bulgaria                                                           | 1         |
| Unión Soviética                                                    | 1         |
| España                                                             | 1         |
| Marruecos                                                          | 1         |
| Grecia                                                             | 1         |